# 甘龙河
甘龙河，是中国长江流域的一条河流，汇入乌江下游右岸，属于乌江水系。河长100千米，流域面积1700平方千米，多年平均流量43立方米每秒。自然落差710米。水能理论蕴藏量6万千瓦。